# 365130 Birnfeld
365130 Birnfeld è un asteroide della fascia principale. Scoperto nel 2009, presenta un'orbita caratterizzata da un semiasse maggiore pari a 2,3419819 UA e da un'eccentricità di 0,1367057, inclinata di 6,83640° rispetto all'eclittica.